# Shuriken School
A Shuriken School francia-spanyol rajzfilmsorozat. Emilio és Jesús Gallego készítették. A műsor egy nindzsa iskoláról szól, ahova három gyerek jár: Eizan Kaburagi, Jimmy B. és Okuni Dohan. Mivelhogy egy nindzsákról szóló sorozatról van szó, gazemberekkel is meg kell küzdenie a három főhősnek. Főleg egy másik csapat nindzsával, akik elrabolták Eizan nagyapját. Most a három gyerek bebizonyíthatja, mit tud, mit tanultak a nindzsaképző iskolában. A sorozat 1 évadot élt meg 26 epizóddal. 
Akad kritika, mely a népszerű Naruto anime utánzatának tartja a műsort. 23 perces egy epizód. Magyar bemutató ismeretlen, eredetileg 2006. augusztus 20-tól 2008. június 13-ig sugározták. Itthon a Jetix sugározta, külföldön több tévéadó is műsorára tűzte. 2014-ben az egész sorozat kiadásra került DVD-n.